# Thomas Mansel Talbot

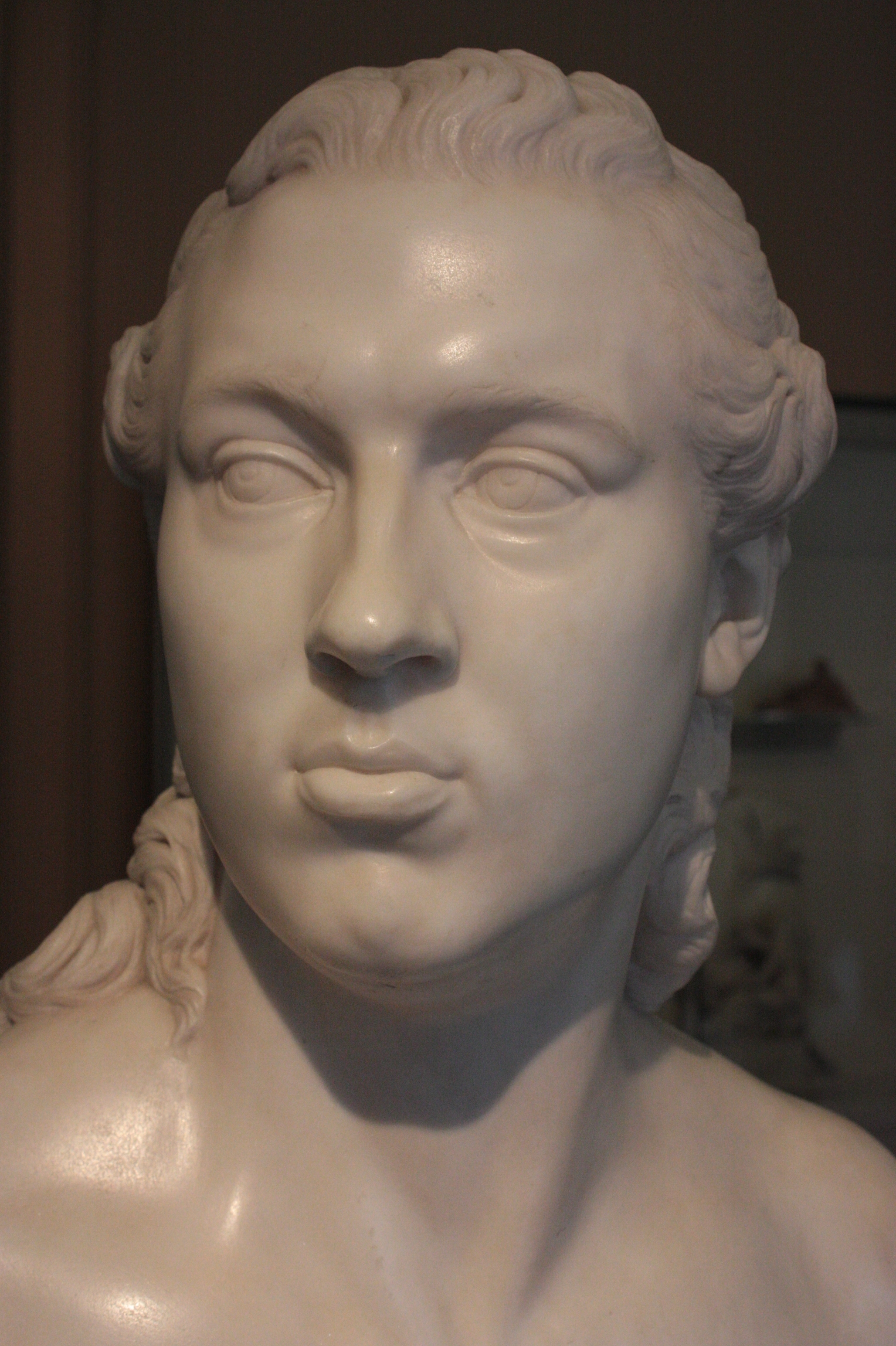
Thomas Mansel Talbot. Um 1773 entstandene Marmorbüste von Christopher Hewetson, Victoria and Albert Museum

Thomas Mansel Talbot (* 1747; † 10. Mai 1813) war ein britischer Landadliger und Kunstsammler.

## Leben
Thomas Mansel Talbot entstammte der Familie Talbot, die sich bis auf die Anglonormannen zurückführen lässt. Er war der älteste Sohn von Thomas Talbot und Jane Bach, damit war er ein Enkel von John Ivory Talbot und Mary Mansel. Nach dem Testament von Christopher Mansel, 3. Baron Mansel wurde sein Vater nach dem Tod von Bussy Mansel, 4. Baron Mansel 1750 Erbe der umfangreichen Besitzungen der Familie Mansel in Südwales, weshalb Thomas den Beinamen Mansel erhielt. Sein Vater starb bereits 1758, so dass Thomas Mansel Talbot die Besitzungen, die etwa 137 km² Grundbesitz umfassten, bereits im Alter von elf Jahren erbte. Nachdem er 1768 volljährig geworden war, unternahm er bis 1773 eine ausgedehnte Grand Tour nach Italien. Während seiner Reise erwarb er eine größere Sammlung von antiken Skulpturen und Gemälden. Nach seiner Rückkehr begann er, angeregt durch italienische Villen, auf der damals abgelegenen und wildromantischen Halbinsel Gower in Südwales ein klassizistisches Landhaus zu errichten. Bis 1777 entstand dort unterhalb der Ruine des mittelalterlichen Penrice Castle ein neues, von einem prächtigen Landschaftsgarten umgebenes Herrenhaus. Den bisherigen Hauptwohnsitz der Familie Mansel, das bei Margam gelegene, aus dem 16. Jahrhundert stammende Herrenhaus von Margam Abbey, ließ er dagegen 1787 abreißen. Stattdessen ließ er an der Stelle des Herrenhauses bis 1793 eine Orangerie inmitten eines ausgedehnten Gartens errichten, die als die längste in Großbritannien gilt und die neben Orangenbäumen auch die Skulpturensammlung Talbots aufnahm.
1781 diente er als Sheriff für Glamorgan. Bei den Parlamentswahlen 1789 war Talbot Führer einer Gruppe von unabhängigen, einheimischen Landadligen, die den Landadligen Thomas Wyndham of Dunraven als Kandidaten für Glamorgan gegen Thomas Windsor, den Kandidaten des Duke of Beaufort unterstützten. Die Landadligen opponierten damit gegen die Peers, die wie der Lord Mount Stuart oder der Duke of Beaufort zwar ausgedehnten Grundbesitz in Südwales besaßen, jedoch fast nie selbst in Südwales lebten. Mit Hilfe der Landadligen gewann Wyndham die Wahl und konnte auch in den folgenden Wahlen sein Mandat bis zu seinem Tod 1814 verteidigen.

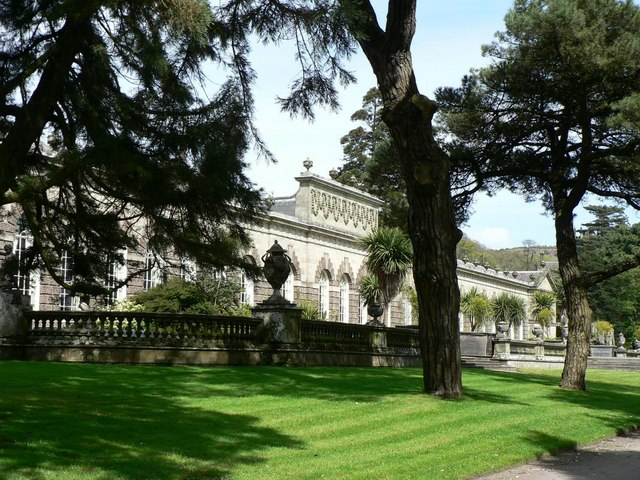
Die Orangerie von Margam (2006)

## Familie und Nachkommen
Vermutlich 1792 lernte Thomas Mansel Talbot die 16-jährige Mary Lucy Fox-Strangways kennen, eine Tochter von Henry Thomas Fox-Strangways, 2. Earl of Ilchester und Mary Theresa O’Grady. Er heiratete sie im Februar 1794. Sein Cousin William Davenport Talbot lernte bei einem Besuch bei ihm in Penrice 1795 Elizabeth, eine ältere Schwester seiner Frau kennen, die beiden heirateten 1796.
Nach mehrjähriger Krankheit starb Talbot 1813. Mit seiner Frau hatte er acht Kinder, darunter:
- Mary Therese Talbot (1795–1861)
- Jane Harriot Talbot (1796–1874) ⚭ John Nicholl
- Charlotte Louisa Talbot (1800–1880) ⚭ John Montgomery Traherne
- Christopher Rice Mansel Talbot (1803–1890)
- Isabella Catherina Talbot (1804–1874) ⚭ Richard Franklen
- Emma Thomasiana Talbot (1806–1883) ⚭ John Dillwyn Llewelyn

Nach seinem Tod heiratete seine Witwe 1815 den Marineoffizier Sir Christopher Cole. Der Großteil seiner Skulpturensammlung wurde vor dem Verkauf von Margam Castle 1941 versteigert.